# Херодот
Херодот (на старогръцки: Ἡρόδοτος) е древногръцки историк. Известен е преди всичко с първата книга от исторически характер, История, поради което е наричан „баща на историята“.

## Биография
Роден е около 484 г. пр.н.е. в град Халикарнас в Западна Мала Азия. Има сведения, че е починал приблизително в 425 г. пр.н.е. в Турии, Южна Италия. Херодот получава възможността за добро и всестранно образование, благодарение на знатния и богат род по бащина и по майчина линия, от който произхожда. Предприема продължителни обиколки из Европа, Азия и Африка, като събира ценна историческа и географска информация. По-голямата част от живота си Херодот прекарва в Атина, по времето на Перикъл и Софокъл, с когото се е срещал. Изложението му дава основания да се смята, че е живял в Атина или поне в централна Гърция по време на началото на Пелопонеските войни (431 г. пр.н.е.) и че произведението му е вече известно към 425 г. пр.н.е.. Около 443 г. пр.н.е. заминава за Магна Греция с група гръцки колонисти и участва в основаването на гр. Турии, където вероятно прекарва последните години от живота си.

## За „Историята“
Херодот е най-древният историограф, от когото в наши дни е познато съчинение в пълен текст. Той пише първата книга от исторически характер – „Историята“, която по-късно е разделена от александрийските филолози на девет части, всяка от които е кръстена с името на една от музите. Самата „История“ е написана по времето на „пентеконтаетията“ (50-годишен период), когато гръцкото робовладелско общество достига връхната точка на своето развитие, период, през който гърците отблъскват персийското нашествие и избухва Пелопонеската война. Тези събития помагат на елините да се заинтересуват от своята и тази на съседите си история. „Историята“ на Херодот не само запознава с географските и етнографски сведения на множеството гръцки и негръцки земи и народи, тя ги съчетава около главната си идея.
Смята се, че Херодот е бил повлиян от две течения при написването на труда си. На първо място от своите предшественици – логографите, от които наследил интереса към миналото. Формата и похватите за разказване на минали събития също са заимствани от тях. По-голямо влияние обаче той получил от дългия си престой в Атина.
Като структура историята е неравномерна. Първите ѝ четири части са увод към главната тема, като в тях се излага развитието на Гърция преди Гръко-персийските войни. Описанието на тях самите са изложени в останалите пет части. Характерни за Херодот, също така са и многобройните отклонения от главната тема, както и вмъкването на разкази към нея. Именно заради това той е обвиняван в непоследователност и хаотичен израз. Въпреки това е почти налице историческата критика. Тъй като авторът на първо място се опитва да представи едно интересно четиво, понякога достоверността на изказаното е под въпрос.
Херодот обръща внимание на митовете, на съдбата, на боговете. Може би тези слабости, наред с предимствата на „Историята“, се дължат най-вече на времето, в което са писани. А именно преходът от традиционното към нетрадиционното, въвеждането на рационалната мисъл в обществото. Точно тези фактори съставят гръцкото значение на думата история. Трябва да се каже, че отначало тя се е занимавала само със събитията в живота на човека и не е била отделяна от географията. Също така не разграничаването на историята от епоса довежда до това, че гърците приели за първи историк Омир.
Херодот е първият историк, от когото е запазено цяло произведение. Цицерон с право го нарича „баща на историята“. И наистина той определя основните черти на този литературен вид. Успява да съчетае интересната интерпретация и разказа за определено събитие или личност. Той разкрива връзката между причини и следствия, описва нравите на народите, портретите на знаменити личности, заедно с придружаващите ги големи събития. Атинската демокрация, в която живее, макар и робовладелска, била по-прогресивна от източната персийска деспотия. Този конфликт между двете общества на гърци и перси влиза като основна идея в трудовете на Херодот. Със своя рационалистичен подход към митовете и преданията прави немалка крачка за развитие на гръцката историография.
Херодот съставя първообраза на списък на античните забележителности, изменян впоследствие и достигнал до нас като Седемте чудеса на античния свят.

## Издания в България
- Херодот, Исторически новели. Превод от старогръцки език Доротей Гетов. София: Народна култура, 1982 (Библиотека за антична литература „Хермес“).
- Херодот. История. Ч. 1 – 2. Превод от старогръцки език Петър Димитров. София: Наука и изкуство, 1986 – 1990.
- Херодот. История.   София, Нов български университет, 2010. ISBN 978-954-535-618-6. с. 668.